# Nils Molinder
Nils Olof Erik Molinder, född 1 november 1968 i Hägerstens församling i Stockholm, är en svensk kock och krögare.
Nils Molinder driver bland annat restaurangerna Melanders fisk, Nostrano, Wärdshuset Ulla Winbladh samt Wedholms fisk, som belönats med en stjärna i Guide Michelin. Han har även givit ut ett antal kokböcker med fokus på fisk och skaldjur såsom bland annat Skaldjur : recept, vett och värt att veta, Fisk : recept, vett och värt att veta och Sill & strömming : recept, vett och värt att veta. Molinder kom på en andra plats i Kockarnas kamp 2015.